# 萨拉·史蒂文森
萨拉·史蒂文森（英語：Sarah Stevenson，1983年3月30日—），英国女子跆拳道运动员。她曾代表英国参加2000年、2004年、2008年和2012年夏季奥林匹克运动会跆拳道比赛，其中2008年奥运会获得一枚铜牌。